# Альслебен
Альслебен (нім. Alsleben) — місто в Німеччині, розташоване в землі Саксонія-Ангальт. Входить до складу району Зальцланд. Складова частина об'єднання громад Заале-Віппер.
Площа — 23,64 км2. Населення становить 2545 ос. (станом на 31 грудня 2021).

## Галерея

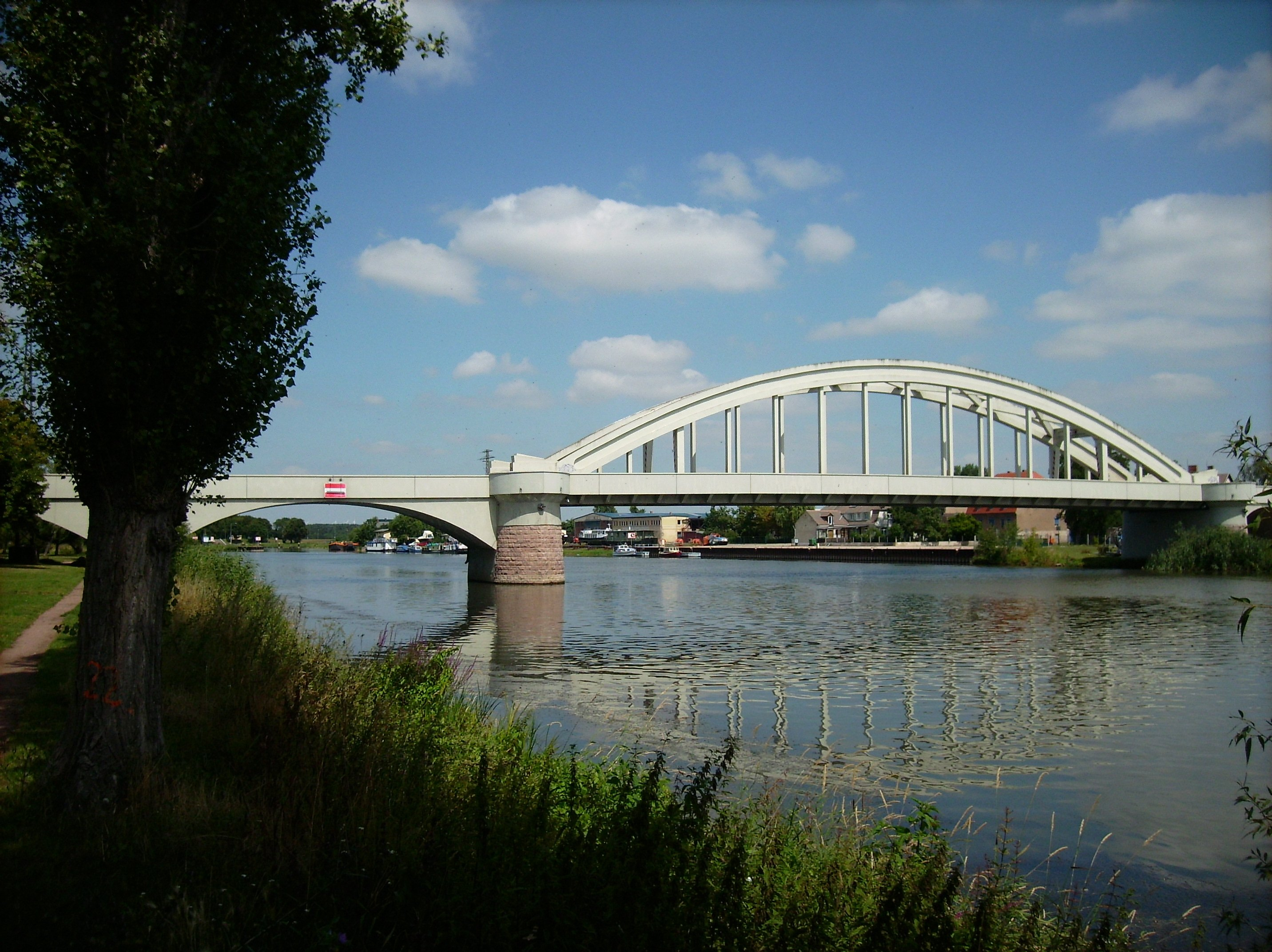
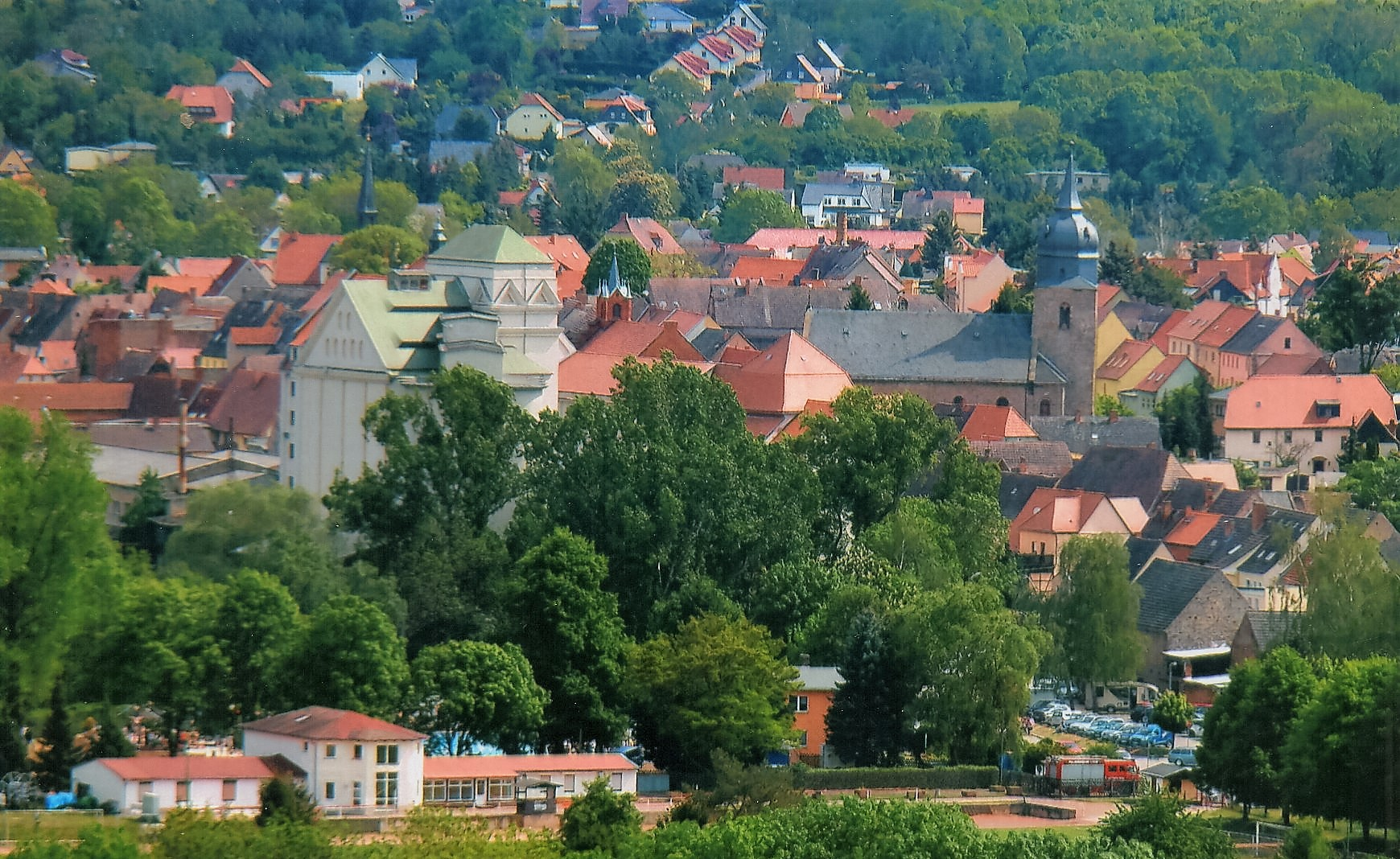
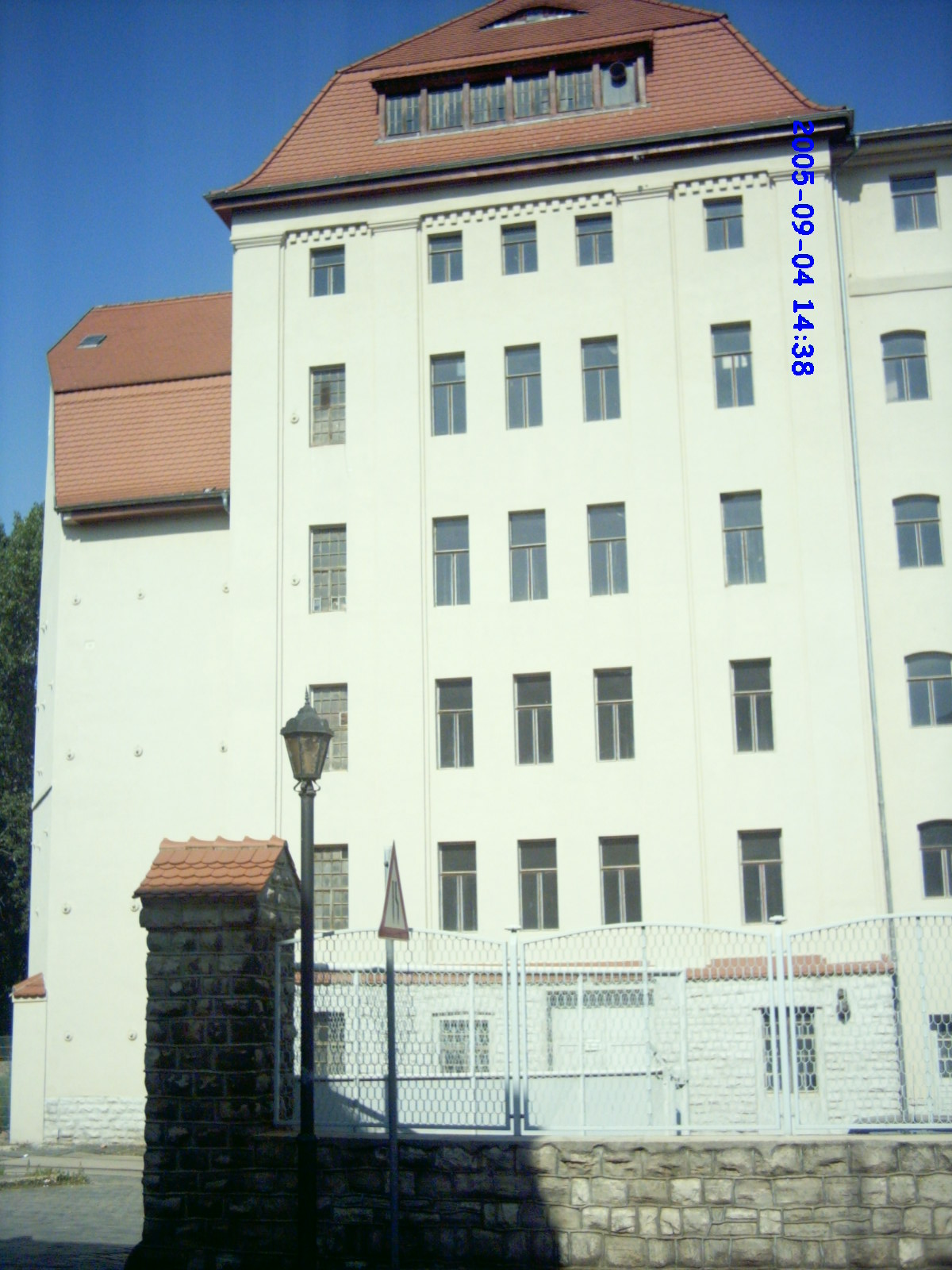
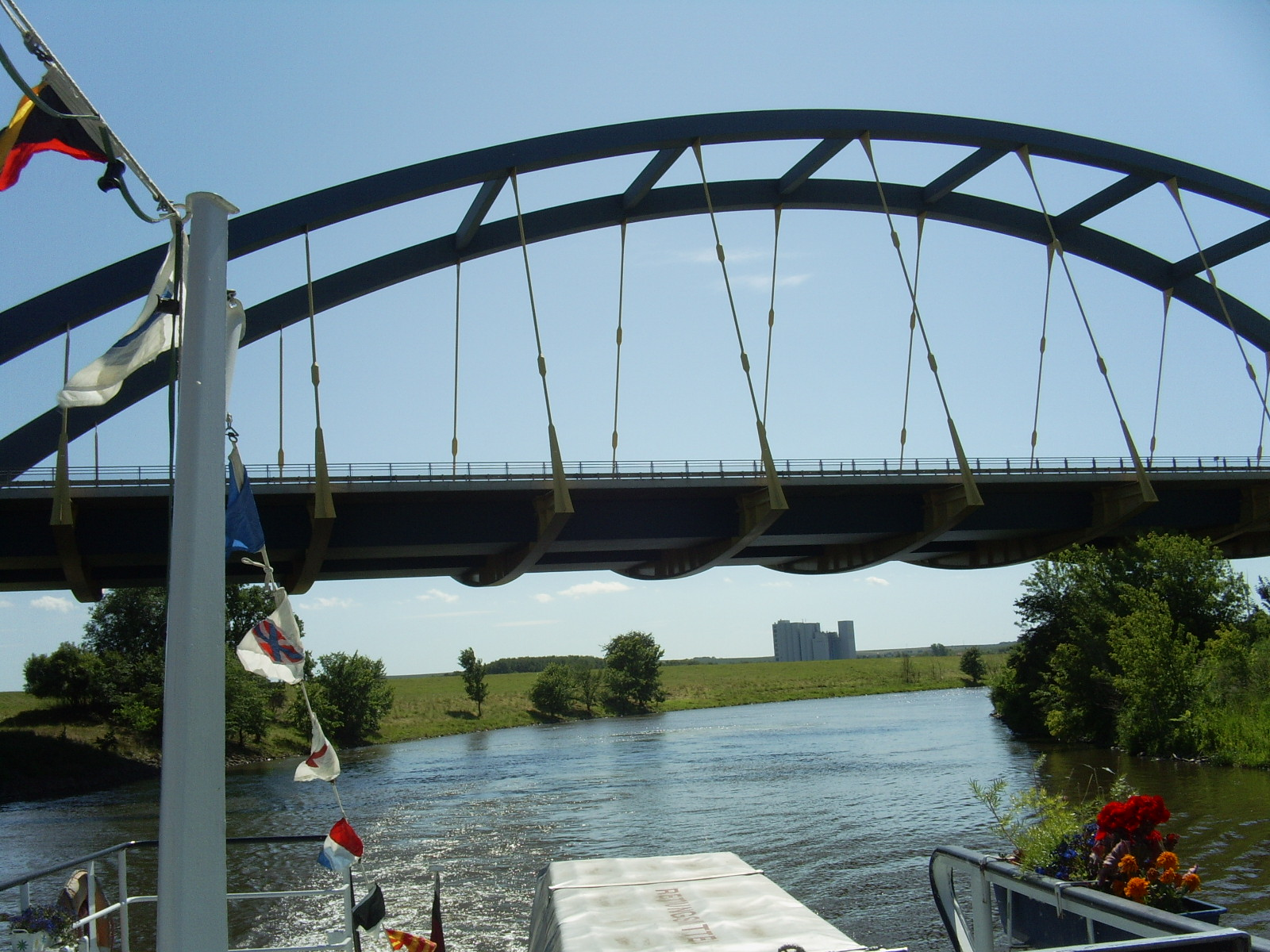
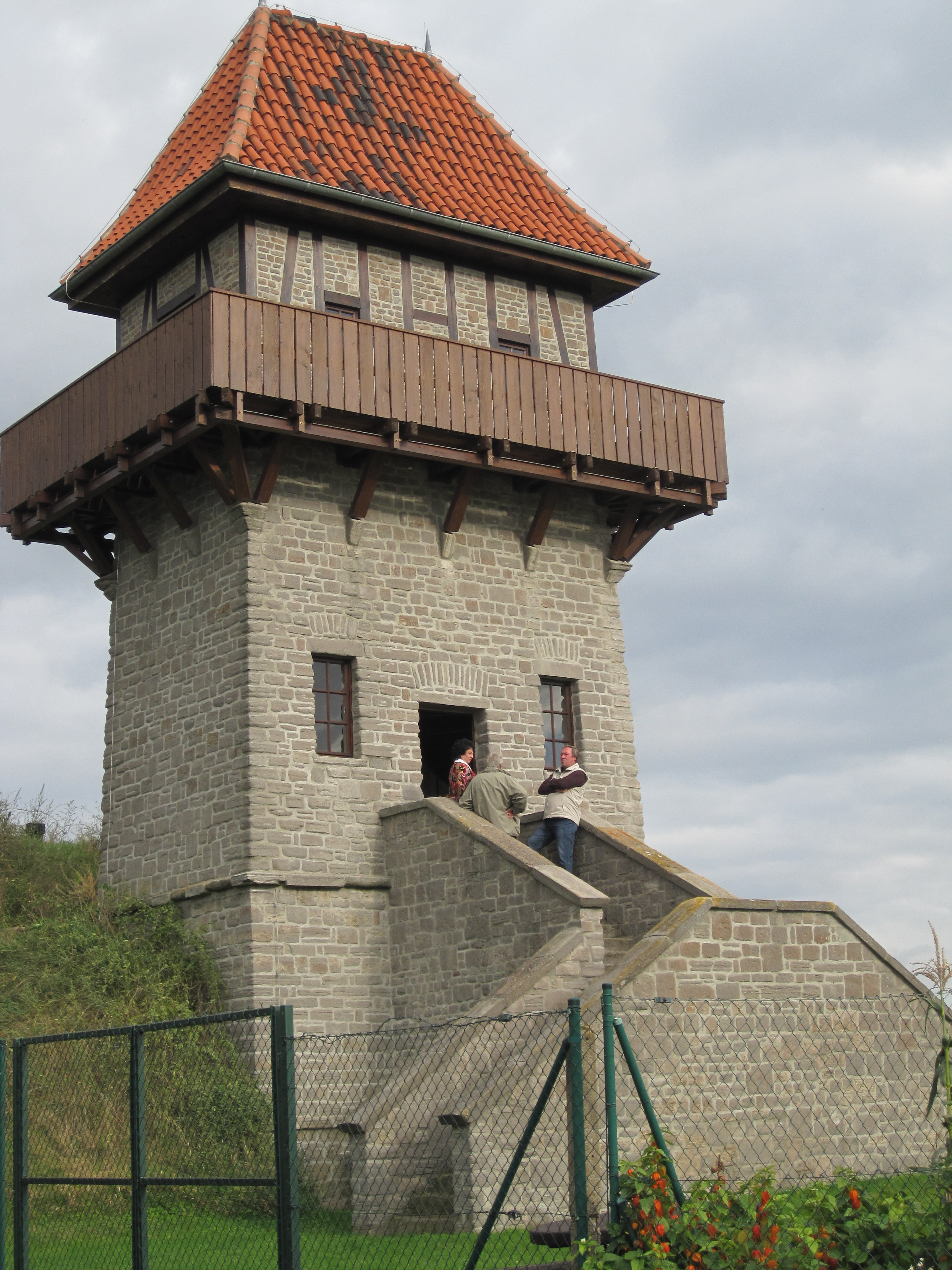
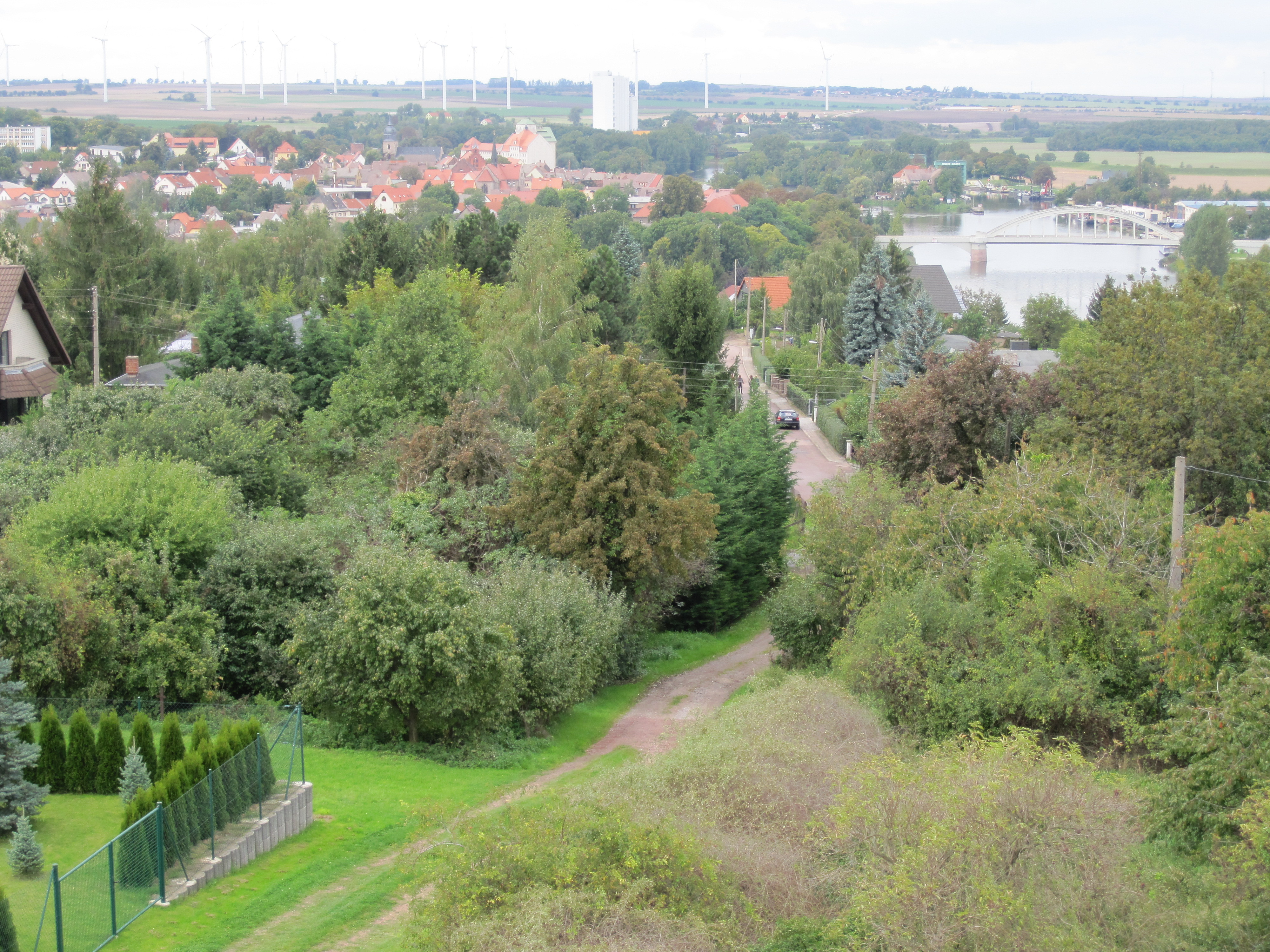